# Hengli Group
Hengli Group Company Limited («Хэнли Груп») — китайский многопрофильный конгломерат, основные интересы которого сосредоточены в сфере нефтепереработки, нефтехимии, производства пряжи, текстиля, химических волокон, пластмасс, плёнки и керамики, а также в сфере логистики и туризма. Входит в число тридцати крупнейших компаний Китая по величине выручки.
Предприятия Hengli Group сосредоточены в восьми промышленных парках, расположенных в городах Сучжоу, Наньтун, Суцянь, Далянь, Инкоу, Лучжоу, Гуйян и Хойчжоу.   

## История
Компания Hengli Group основана в 1994 году супругами Чэнь Цзяньхуа и Фань Хунвэй как небольшое текстильное предприятие. Со временем три компании группы были выведены на фондовые биржи — Hengli Petrochemical, Guangdong Songfa Ceramics и Suzhou Wujiang Tongli Lake.

## Акционеры
Контрольный пакет акций Hengli Group принадлежит Чэнь Цзяньхуа и его жене Фань Хунвэй, которые входят в число богатейших людей Китая.

## Структура
- Нефтеперерабатывающий завод Hengli Petrochemical (Dalian) Refinery мощностью 20 млн тонн сырой нефти в год расположен в городе Далянь[6].
- Нефтехимические заводы Hengli Petrochemical расположены в городах Далянь и Хойчжоу, они специализируются на производстве терефталевой кислоты и других продуктов[7].
- Химический завод Hengli Petrochemical (Dalian) Chemical расположен в городе Далянь и специализируется на производстве этилена, этиленгликоля и полиолефинов[8].
- Химический завод Yingkou Kanghui Petrochemical расположен в городе Инкоу и специализируется на производстве полибутилентерефталата и полиэтиленовой плёнки[9][10].
- Компании Jiangsu Hengli Chemical Fiber, Jiangsu Deli Chemical Fiber, Jiangsu Hengke Advanced Materials и Jiangsu Xuanda Polymer Materials специализируются на производстве химических волокон, пряжи и тканей из полиэстера; крупнейшие фабрики расположены в городах Сучжоу, Наньтун и Суцянь восточной провинции Цзянсу[11].
- Компании Jiangsu Boyada Textiles, Jiangsu Deshun Textiles, Jiangsu Dehua Textiles, Jiangsu Peijie Textiles и Sichuan Hengli Smart Textiles Technologies имеют более 40 тыс. ткацких станков с годовой производственной мощностью 4 млрд метров тканей; крупнейшие фабрики расположены в городах Сучжоу, Суцянь, Лучжоу и Гуйян[12].
- Компании Hengli Import and Export, Hengli Oilchem (Singapore), Hengli (Shenzhen) Investment Group, Hengli (Suzhou) Textile Sales, Hengli Energy (Hainan), Hengli Oilchem (Hainan) и Lijin (Suzhou) Trading занимаются импортом сырья и экспортом продукции группы[13][14].